# Прутцков, Григорий Владимирович
Григо́рий Влади́мирович Прутцко́в (род. 4 июня 1970, Москва, РСФСР, СССР) — российский исследователь истории журналистики, педагог и журналист.
Доктор филологических наук (2024), профессор Института медиа НИУ ВШЭ, академический директор Школы журналистики имени Владимира Мезенцева при Доме журналиста.

## Биография
Родился 4 июня 1970 года в Москве.
В 1988—1989 годах служил в рядах Советской армии.

### Образование
Окончил международное отделение факультета журналистики МГУ имени М. В. Ломоносова в 1993 году. В 1991 году также учился в Международном институте журналистики Берлина (IIJB), в 1995 году — в Кооперативном колледже города Лафборо (Великобритания), в 1999 году — в Летней школе Торгово-промышленной палаты штата Новый Южный Уэльс (Сидней). В 2004 году был слушателем Международного курса «Средства массовой информации в конфликтных регионах», организованного Министерством иностранных дел Израиля (Шефаим, центр международного сотрудничества МАШАВ). В 2017 году стажировался в Европейском институте преподавания PR (Institute Europeen d’Enseignement des Relations Publiques, Париж, Франция).
В 1996 году окончил аспирантуру факультета журналистики МГУ имени М. В. Ломоносова.

### Карьера

#### Журналист
В 1989—1996 годах работал в периодических изданиях Москвы, Санкт-Петербурга, Мурманска, Чукотки. В 2000—2003 годах был главным редактором студенческой православной газеты МГУ «Татьянин день», в 2002—2004 годах — выпускающим редактором журнала «Русское Возрождение» (Нью-Йорк — Москва — Париж), в 2005 году — главным редактором историко-популярного журнала «Лики войны», в 2005-2006 годах — главным редактором молодёжной политической газеты «Шквал».
Публиковался в газете «Культура», на интернет-портале «Татьянин день».
Член Союза журналистов России.

#### Учёный
В 1998 году на факультете журналистики МГУ защитил диссертацию на соискание учёной степени кандидата филологических наук по теме «Печать как фактор формирования литературного каталанского языка (зарождение и развитие печати Каталонии в XVII—XIX веках)» (научный руководитель — профессор Ясен Засурский). Автор более 150 научных статей, учебных и учебно-методических пособий, хрестоматий, книг по истории зарубежной журналистики.
Член Национальной ассоциации исследователей масс-медиа (НАММИ), Каталонского сообщества языка и литературы (Societat Catalana de Llengua i Literatura). Области научных интересов: история зарубежной журналистики, риторика Ветхого и Нового Заветов, журналистика испаноязычных стран, современная журналистика в странах бывшего СССР, каталонистика, гендерные проблемы в СМИ, М. В. Ломоносов и его эпоха. Автор статей о зарубежных средствах массовой информации в Большой Российской энциклопедии.
В 2024 году в Воронежском государственном университете защитил диссертацию на соискание учёной степени доктора филологических наук по теме «Роль медиа в формировании национального сознания малой нации в мультикультурном обществе (на примере Каталонии)».

#### Педагог
С сентября 1994 года преподавал на факультете журналистики МГУ. С 1996 года — старший преподаватель, с 2001 по 2023 годы — доцент кафедры зарубежной журналистики и литературы факультета журналистики МГУ. Читал лекции и вёл семинары по истории зарубежной журналистики, истории международных отношений и дипломатии. В 2000—2024 годах также преподавал в филиале МГУ в Севастополе, в 2015—2018 годах — в филиале МГУ в Ереване.
С 1999 по 2005 год преподавал на факультете церковной журналистики Российского Православного университета святого апостола Иоанна Богослова, где занимал должности от старшего преподавателя до декана. В 2001—2003 годах являлся доцентом факультета журналистики Института международной экономики и права имени А. С. Грибоедова.
В 2013 году был одним из инициаторов создания школьной газеты «ММГnews» (ныне «Энтузиаст») при Московской международной школе, где преподаёт основы журналистики юным ученикам.
В сентябре 2016 года начал преподавать в Школе журналистики имени Владимира Мезенцева при Центральном Доме журналиста, а позднее стал академическим директором учреждения.
С сентября 2023 года — профессор Института медиа факультета креативных индустрий НИУ «Высшая школа экономики».

## Семья
Отец — Владимир Григорьевич Прутцков (1940—1991), писатель-сатирик, член Союза писателей СССР (литературный псевдоним Владимир Кашаев).
Мать — Наталья Степановна Прутцкова (род. 1945), работала начальником Управления международных связей Центросоюза СССР.
Сыновья — Григорий (род. 2003) — студент школы биомедицины Дальневосточного федерального университета, Илья (род. 2005).

## Основные труды
- Введение в мировую журналистику: Антология: В 2 т. / составитель Г. В. Прутцков. — М.: Омега-Л., 2003.
- Введение в мировую журналистику. От античности до конца XVIII века: хрестоматия / составитель Г. В. Прутцков. — М.: Аспект Пресс, 2007. — 427, [1] с. — ISBN 978-5-7567-0463-1.
- История зарубежной журналистики, 1800—1945: хрестоматия / составитель Г. В. Прутцков. — М.: Аспект Пресс, 2007. — 395, [1] с. — ISBN 978-5-7567-0464-8.
- История зарубежной журналистики, 1945—2008 : хрестоматия / составитель Г. В. Прутцков, под редакцией Я. Н. Засурского. — М.: Аспект Пресс, 2008. — 221, [1] с. — ISBN 978-5-7567-0493-8.
- Легенды и байки журфака. К славному юбилею Ясена Николаевича Засурского / составители Г. В. Прутцков, П. Воскресенская, Е. Д. Анисимова. — М.: Факультет журналистики МГУ, 2009. — 176 с.
- Прутцков Г. В. Введение в мировую журналистику: от Античности до конца XVIII века [учебно-методический комплект : учебное пособие, хрестоматия]. Учебное пособие для студентов высших учебных заведений, обучающихся по направлению 030600 «Журналистика» и специальности 030601 «Журналистика» / под редакцией Я. Н. Засурского. — М.: Аспект Пресс, 2010. — ISBN 978-5-7567-0578-2.
- Прутцков Г. В. История зарубежной журналистики, 1800—1929 [учебно-методический комплект: учебное пособие, хрестоматия]. Учебное пособие для студентов высших учебных заведений, обучающихся по направлению 030600 «Журналистика» и специальности 030601 «Журналистика» / под редакцией Я. Н. Засурского. — М.: Аспект Пресс, 2010. — 414, [1] с. — (Серия «Учебник нового поколения». Для бакалавров). — ISBN 978-5-7567-0589-8.
- Прутцков Г. В. История зарубежной журналистики, 1929—2011: учебное пособие для студентов высших учебных заведений, обучающихся по направлению 030600 «Журналистика» и специальности 030601 «Журналистика» / под редакцией Я. Н. Засурского. — М.: Аспект Пресс, 2011. — 430, [1] с. — ISBN 978-5-7567-0619-2.
- Легенды и байки журфака / под редакцией Г. В. Прутцкова. — М.: МедиаМир, 2012. — 165, [2] с. — ISBN 978-5-91177-044-0.
- Факультет журналистики Московского государственного университета имени М. В. Ломоносова: фотоальбом / составители текста: М. Е. Аникина, Г. В. Прутцков, Е. В. Сартаков; фотографы: Г. А. Шпикалов, Д. Д. Линников. — М.: МедиаМир, 2012. — 87 с. — ISBN 978-5-91177-046-4.
- Человек с другой планеты. Елизавета Петровна Кучборская в воспоминаниях коллег и выпускников факультета журналистики МГУ. Лекции. Статьи / составители Г. В. Прутцков, А. Г. Иванова, Е. Д. Анисимова. — М.: МедиаМир, 2014.
- Кафедра Засурского: вчера, сегодня, завтра. К 60-летию кафедры зарубежной журналистики и литературы факультета журналистики МГУ имени М. В. Ломоносова / составитель Г. В. Прутцков. — М.: Факультет журналистики МГУ, 2015.
- Храм Знамения иконы Божией Матери на Шереметьевом дворе / авторы текстов: Прутцков Григорий Владимирович, Кузнецова Мария Евгеньевна. — М., 2016. — 93, [3] с.
- Прутцков Г. В. История зарубежной журналистики: от Античности до современности. Учебно-методический комплект, учебное пособие, контрольные вопросы, хрестоматия: учебное пособие для студентов высших учебных заведений, обучающихся по направлению 030600 «Журналистика» и специальности 030601 «Журналистика». — М.: Аспект Пресс, 2016. — 512 с. — ISBN 978-5-7567-0842-4.
- Байки журфака. Золотая коллекция / автор идеи и составитель Г. В. Прутцков. — М.: МедиаМир, 2017. — 186, [2] с. — ISBN 978-5-91177-097-6.
- Факультет журналистики сегодня / Е. Л. Вартанова, М. И. Алексеева, Н. Ю. Котрикадзе, Г. В. Прутцков, Н. В. Ткачёва, Е. И. Орлова. — М.: Факультет журналистики МГУ, 2017. — 1349 с. — ISBN 978-5-7776-0120-9.
- Наш дом на Моховой / Е. Л. Вартанова, Г. В. Прутцков, О. Д. Минаева, Д. А. Гутнов. — М.: МедиаМир, 2017. — 85, [2] с. — ISBN 978-5-91177-096-9.
- Наш дом на Моховой: факультет журналистики МГУ имени М. В. Ломоносова: фотоальбом / текст: Г. В. Прутцков; фотографы: Д. Д. Линников и др.. — М.: МедиаМир, 2019. — 93, [2] с. — ISBN 978-5-7776-0128-5.
- Пушкин. Гений, создавший идеал нации: 220 лет со дня рождения А. С. Пушкина [избранное из публицистического наследия поэта] / над книгой работали: Н. Ю. Котрикадзе, О. Д. Минаева, Г. В. Прутцков; редактор Е. К. Гурова. — М., 2019. — 86, [1] с. — ISBN 978-5-7776-0129-2.
- Прутцков Г. В. Медиа Каталонии в борьбе за национальную идентичность и независимость. — М.: ИКАР, 2022. — 296 с. — ISBN 978-5-7974-0755-3.
- Прутцков Г. В. Было или не было :) Хроники журфака. — М.: МИАН, 2023. — 144 с. — ISBN 978-5-7974-0770-6.